# Mollia mauritiana
Mollia mauritiana är en mossdjursart som först beskrevs av James Barrie Kirkpatrick 1888.  Mollia mauritiana ingår i släktet Mollia och familjen Microporidae. Inga underarter finns listade i Catalogue of Life.